# 香港港安醫院—荃灣

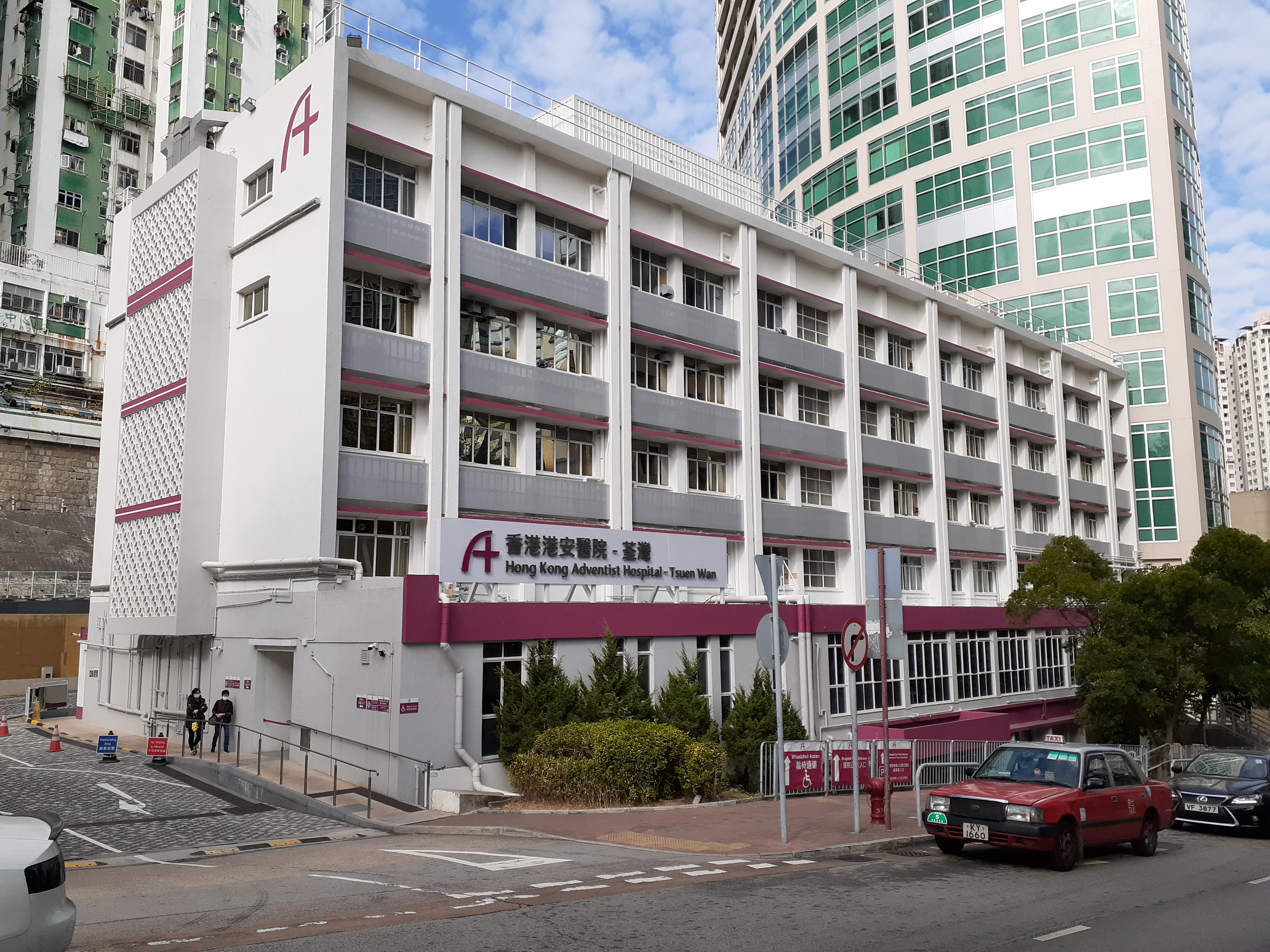
香港港安醫院－荃灣（低座）

香港港安醫院－荃灣（英語：Hong Kong Adventist Hospital – Tsuen Wan；簡稱「荃灣港安」），前稱荃灣港安醫院，是香港新界西的一所私家医院，位于荃湾荃景围，成立于1964年，是新界西首間私營醫院，由基督复临安息日会管理，是其全球170家醫院之一。

## 歷史
1960年，基督復臨安息日會邀請米勒耳醫生（Dr. Harry Willis Miller）來到香港建立一所新醫院，他曾於1925年建立上海卫生疗养院。率先獲得南海紗廠老板唐炳源捐助興建一層醫院樓房所需的費用後，米勒耳醫生經醫務衛生署的協助成功向香港政府申請撥地，並獲得香港賽馬會捐出興建醫院底層的費用，而美國政府則提供款項購買醫院設備。荃灣港安醫院在1964年5月正式啟用，但直到五年後，於1970年6月獲得美國政府再捐款建造醫院頂層才終告全院落成。
2011年，醫院開始進行興建新醫院大樓的工程，直至2015年逐步完成，病牀數目由120張增加至470張。同年5月1日，荃灣港安醫院更名為「香港港安醫院－荃灣」。

## 服務

### 住院服務
香港港安醫院–荃灣現時設有470張病床，提供標準（3 / 4人房）、標準（3人房）、標準（2人房）、二等（1人房）、優質（1人房）、尊貴（1人房）、低收費病床、15歲或以下青少年及兒童的兒科病房、深切治療部、加護病房和負壓病房。。

### 醫療服務
香港港安醫院－荃灣提供全年無休的24小時急診中心服務，另亦有專科門診、普通科門診服務，並設有藥房及24小時診斷影像服務。
專科服務：
| - 兒科 - 睡眠治療 | - 產科 - 骨科 | - 泌尿科 - 整形外科 | - 婦女健康及陰道窺鏡 - 激光治療 |

專科門診服務：
| - 敏感科 - 母胎醫學診所 - 心臟科 - 皮膚及性病科 - 耳鼻喉科 | - 內科 - 心理健康科 - 腎臟科 - 腦外科 - 婦科 / 婦產科 | - 腫瘤科 - 眼科診所 - 骨科 - 兒科 - 整形外科 | - 呼吸系統及睡眠健康診所 - 外科 - 泌尿科 - 牙科 - 口腔頜面外科 |

## 爭議

### 涉嫌殘疾歧視
2016年，有人報案稱一名實習生企圖自殺。事後，該名實習生被護士學校校長何惠清勒令停學，其後向院方提交報告，證明自己沒有精神異常和自殺傾向，獲准復課，但須簽署聲明書承諾若再有實習評估不合格，即會被退學。復課後7天，他即被院方以實習表現欠佳為由勒令退學。事主不憤院方做法不公和欠透明，向院方投訴，不果，更聲稱遭職員惡言相向。他最後決定向平機會投訴，卻遭不明電話Whatsapp恐嚇。院方回應稱，作出退學決定是因為事主無法通過實習評估，並否認曾不禮貌對待事主。
香港病人政策連線主席林志釉律師引述《殘疾歧視條例》，指出自殺傾向符合條例中對「殘疾」的定義，因此若院方因為懷疑事主將來可能自殺，而令其受差別對待，有機會觸犯該條例。

### 低收費病牀被質疑欠缺宣傳
2017年8月，工黨社區幹事趙恩來在Facebook貼出照片，指醫院「低收費病牀」所在的病房「醫療儀器欠奉，部分甚至塵封」，似已有一段時間無人使用。他質疑院方未有對外宣傳相關服務，可能違反「須提供不少於20%病牀，讓市民以每日100元住院」的政府批地條款。院方回應稱，相片所顯示的病房正進行維修工程，並表示有以海報、小冊子及網站宣傳低收費病牀服務。

### 拒絕醫治受傷示威者
在2019年6月12日反對逃犯條例修訂草案佔領行動後，有示威者於仁濟醫院病房被拘捕。數日後，有報道披露該傷者先到荃灣港安醫院求醫，院方僅提供基本治療後拒絕接收傷者，要求該傷者自行轉往仁濟醫院，港安醫院其後報警。對此，院方回應指「不會治療因犯罪活動而受傷的病人」，並指是應警方要求通報懷疑涉及衝突而受傷的人士。
民主黨醫療政策副發言人袁海文指斥，若事件屬實，院方的醫務總監及負責醫生違反了醫生專業守則及《日內瓦宣言》，需負上有關違反醫德的責任，並敦促香港醫務委員會調查。病人政策連線主席林志釉指出醫生醫治病人是基本責任，並且無權判斷一個人是否干犯罪行。

## 公共交通
香港港安醫院－荃灣有4條巴士路線和3條小巴路線途經。途經醫院的巴士路線有九龍巴士的30、30X、39A及39M線，而小巴路線則有84、95及95M線。如乘坐港鐵，可於荃灣站轉乘39M巴士，或於荃灣西站轉乘39A巴士。

## 外部連結
- 香港港安醫院–荃灣 （页面存档备份，存于）
- 註冊私家醫院名單（页面存档备份，存于） - 香港衞生署